# Kyrkslätts ryska begravningsplats
Kyrkslätts ryska begravningsplats eller Porkala begravningsplats (finska: Kirkkonummen venäläinen hautausmaa eller Porkkalan hautausmaa, ryska: Советское воинское кладбище г. Киркконумми) är en historisk begravningsplats i Kolsarby i Kyrkslätts kommun i det finländska landskapet Nyland. Begravningsplatsen fungerar som ett minnesmärke över Porkala arrendetid. Numera görs inga nya begravningar på området.
Det finns 489 gravar från sovjettiden på begravningsplatsen, varav 210 soldatgravar, 95 gravar för civila och 184 barngravar. Medelåldern för de begravda militärerna är 23 år. Den största delen av de begravna är civila.

## Historia
I enlighet med Mellanfreden i Moskva, som avslutade Fortsättningskriget, arrenderade  Sovjetunionen år 1944 Porkala-området av Finland i 50 år för fem miljoner mark. Två tredjedelar av Kyrkslätt, en tredjedel av Sjundeå och nästan hela Degerby kommun ingick i det utarrenderade Porkala-området. Drygt 7 200 Porkalabor evakuerades från området. Sovjetunionen placerade åtminstone 30 000 personer i Porkala-området, varav ungefär en tredjedel var civila, såsom officerarnas familjer, sjukvårdare och lärare. De barn som föddes i Porkala-området  fick Porkkala-Udd i Leningrad-distriktet registrerad som födelseort.
I juli 1955 beslöt Sovjetunionen, på initiativ av Nikita Chrusjtjov, att återlämna Porkala-området, eftersom utrustningen där var starkt föråldrad och Kaliningrad var en bättre garanti för övervakningen av Östersjöområdet. Den 26 januari 1956 öppnades gränsen officiellt.
Begravningsplatsen i Kolsarby användes av invånarna under arrendetiden 1944–1956, men ryssarna  begravde också sina avlidna på andra platser i Porkala-området. Efter arrendetidens slut flyttades  kvarlevorna av alla avlidna till Kolsarby.
Skötseln av de ryska soldatgravar i Finland grundar sig på en överenskommelse mellan Finlands regering och Ryska federationens regering om samarbete vid värnandet av minnet av finska soldater som stupat i Ryssland och ryska (sovjetiska) soldater som stupat i Finland som en följd av andra världskriget. Överenskommelsen bygger på de relevanta bestämmelserna i Genèvekonventionerna av den 12 augusti 1949. I Finland sköts den uppgiften av Regionförvaltningsverket i Östra Finland som   har ingått skötselavtal med olika aktörer om skötseln av de ryska gravplatserna och minnesmärkena. Från och med sommaren 2022 har Kyrkslätts kyrkliga samfällighet tagit över skötseln av ryska begravningsplatsen från arrendetiden. Gravskötseln betalas av Regionförvaltningsverket i Östra Finland.
När Ryssland startade krig mot Ukraina år 2022 utsattes Kyrkslätts ryska begravningsplats  för vandalism. Bland annat klottrades bokstaven Z, som använts som prorysk krigssymbol, på ett minnesmärke på begravningsplatsen med sprejfärg.

## Bilder

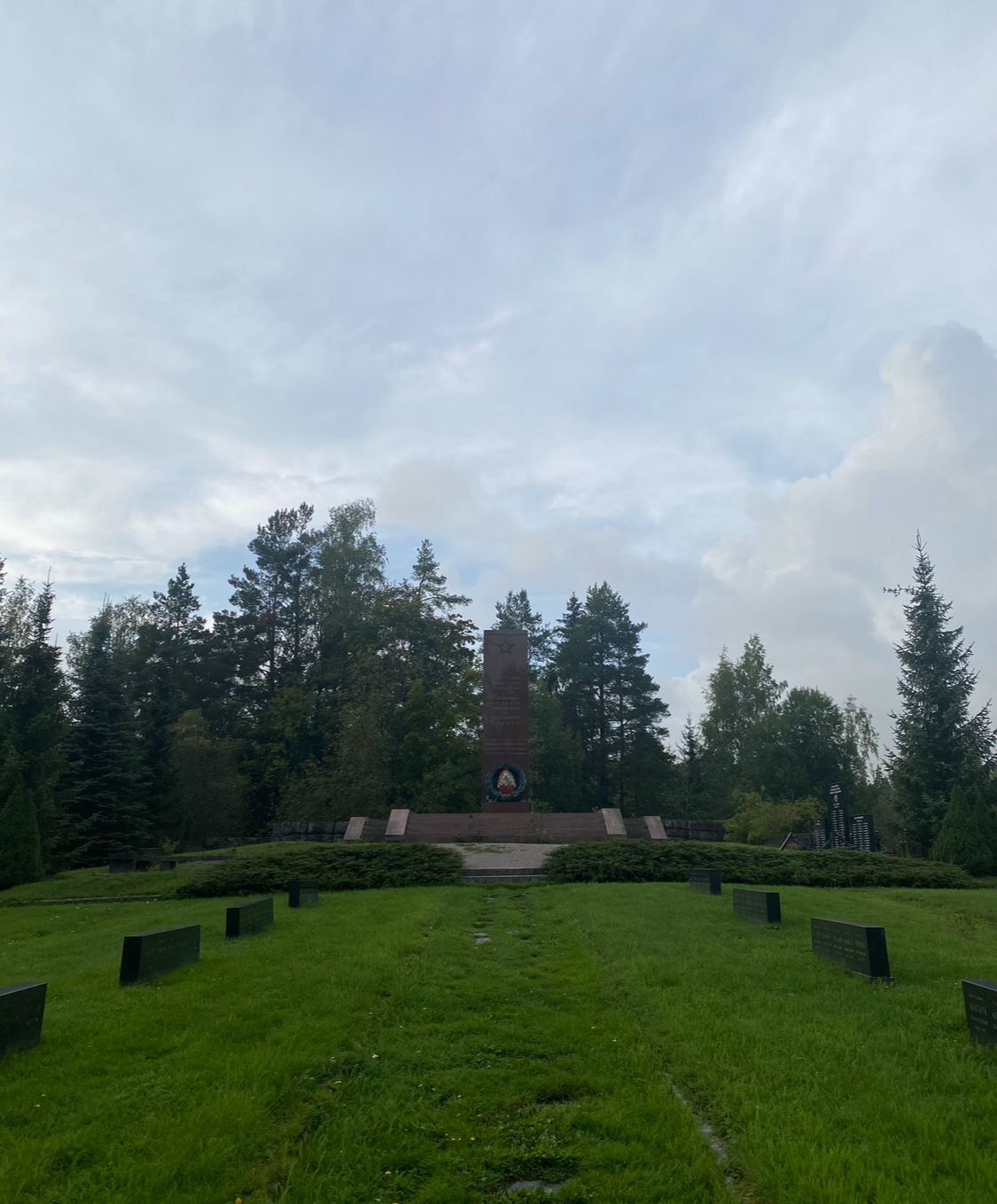
Kyrkslätts ryska begravningsplats på sommaren 2023.
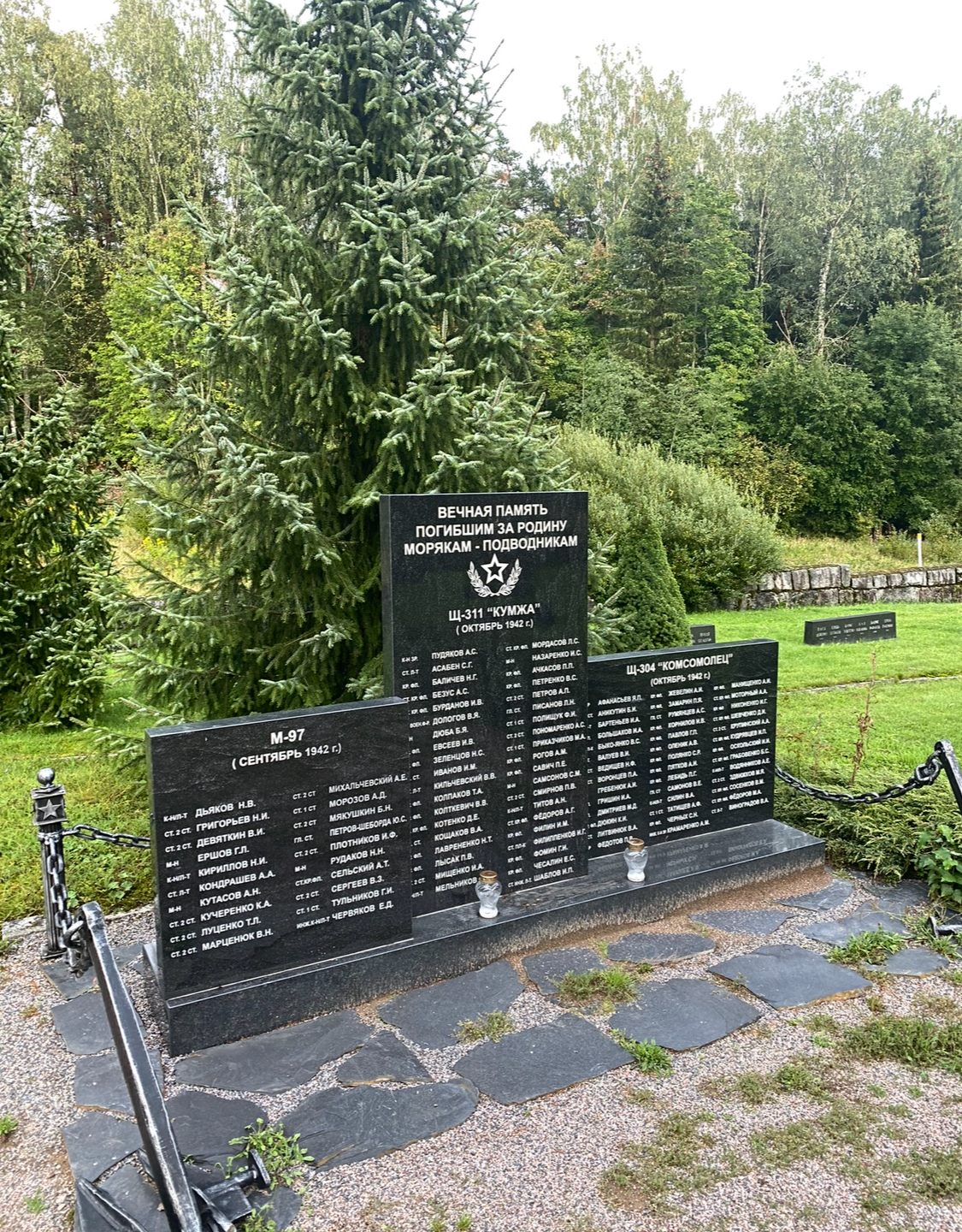
Gravsten på begravningsplatsen.